# Ball de les àguiles i sant Joan Pelós
El ball de les àguiles i sant Joan Pelós és una dansa ritual que es realitza a la processó del Corpus Christi. L'únic poble que conserva la tradició es Pollença. Consisteix en el ball que fan a la part davantera de la processó dues al·lotes vestides de blanc i enjoiades amb anells, collars i braçalets que deixa la gent del poble per a l'ocasió. Toquen unes castanyoles i mouen de forma simètrica les figures d'àguila que duen a la cintura, semblants als "cavallets". Van darrere la figura de Sant Joan Pelós, que representa a Sant Joan Baptista, i fa una dansa ritual amb uns orígens molt antics, tot trepitjant els pètals que es tiren dels balcons. Després "fan les taules", és a dir: visiten una sèrie de cases on els donen a tastar dolços.